# Tmarus minutus
Tmarus minutus là một loài nhện trong họ Thomisidae.
Loài này thuộc chi Tmarus. Tmarus minutus được Richard C. Banks miêu tả năm 1904.